# Unión para el Progreso Nacional
La Unión para el Progreso Nacional (en francés: Union pour le Progrès national, UPRONA) es un partido político nacionalista de Burundi, que recibe la mayor parte de su apoyo de la etnia Tutsi. Fundado en 1960 por Louis Rwagasore que ocupó el puesto de primer ministro del 29 de septiembre al 13 de octubre de 1961, fecha en la que fue asesinado, fue un actor clave en la independencia del país, pero posteriormente ha perdido

## Historia
Tuvo un papel importante en la obtención de la independencia de Burundi. El primer ministro más conocido del UPRONA fue el Príncipe Louis Rwagasore (asesinado en 1961). Desde entonces hasta 1965, el partido tuvo algún apoyo Hutu, y tres de sus miembros hutu, incluyendo a Pierre Ngendandumwe alcanzaron el puesto de primer ministro de Burundi. Michel Micombero consiguió el control del partido y en un violento golpe de Estado se hizo con el poder instaurando la dictadura militar que gobernó el país desde 1966 a 1993.
El presidente del UPRONA, Pierre Buyoya traspasó el poder al líder Hutu Domitien Ndayizeye del Frente para la Democracia en Burundi (un partido Hutu) el 30 de abril de 2003.
En las elecciones legislativas de 2005, el partido obtuvo el 7.2 % de los votos y 15 escaños de 118.

### Elecciones de 2020
Gaston Sindimwo fue el candidato de UPRONA para las elecciones presidenciales del 20 de mayo de 2020. Logró la tercera posición con el 1,6% de los votos, resultando ganador con el 71,45 % de los votos  Évariste Ndayishimiye, delfín de Pierre Nkurunziza en el poder durante 15 años. El mismo día se celebraron elecciones legislativas donde la UPRONA obtuvo el 2,4% de los votos y 2 escaños de los 121 de la Asamblea Nacional.

## Unión de Mujeres Burundesas
La Unión de Mujeres Burundesas Union des Femmes Burundaises (UFB) es una organizaicón de tipo sindical afiliada al Uprona, dedicada a trabajar sobre los derechos de las mujeres en el país.

## Presidentes de la UPRONA
- André Nugu (1958 - 1960)
- Rufuruguta (1960 - 1961)
- André Nugu (1961-1962)
- Joseph Bamina (1962 - 1965)
- Albin Nyamoya (1965 - 1966)
- Michel Micombero (1966 - 1976)
- Jean-Baptiste Bagaza (1976 - 1987)
- Pierre Buyoya (1987 - 1991)
- Nicolas Mayugi (1991 - 1994)
- Charles Mukasi (1994 - 1998)
- Luc Rukingama (1998 - 2002)
- Alphonse Kadege (2002 - 2003)
- Jean-Baptiste Manwangari (2003 - 2006)
- Aloys Rubuka (2006 – 2009)
- Bonaventure Niyoyankana (2009 – 2012)
- Charles Nditije (2012-2014)
- Concilie Nibigira (2014 – 2016)
- Abel Gashatsi (desde 2016)